# Jimmy Kennedy
Jimmy Kennedy, född 2 juli 1902 i Omagh Nordirland, död 6 april 1984 i Cheltenham, var en nordirländsk sångtextförfattare som skrev bland annat Red Sails in the Sunset och April in Portugal.   
Hans låtar sjöngs av bland andra Bing Crosby, Dean Martin, The Platters, Vera Lynn, Petula Clark, Karl Denver, Paul Robeson, Perry Como, Fats Domino, Louis Armstrong, Nat King Cole, Glenn Miller och Elvis Presley.

## Sånger
- "Barmaids Song"
- "Red Sails in the Sunset" (1935)
Melodin komponerades av Hugh Williams (pseudonym för Will Grosz). En svensk text Två solröda segel av S. S. Wilson (pseudonym för Anita Halldén) spelades 1936 in på grammofon både av Lasse Dahlquist och Sven Olof Sandberg.
- "South of the Border"
- "We're Going to Hang out the Washing on the Siegfried Line"
- "The Isle of Capri"
- "Istanbul (Not Constantinople)"
- "My Prayer"
- "Teddy Bears' Picnic"
- "Love is Like a Violin"
- "Hokey Pokey"
- "Roll Along Covered Wagon"
- "Harbor Lights"